# Віа Сакра
Священна дорога (лат. Via Sacra) — головна дорога Римського форуму, що з'єднували Палатинський пагорб з Капітолієм.

## Історія
У V столітті до н. е. прокладено дорогу  для захисту від дощу та сирості, пізніше вона була укріплена і під час правління Нерона прикрашена колонадами. Дорога в кінці VI століття до н. е. була шириною в три метри, викладена туфом, широкий стічний канал вів до Великої клоаки. По цій дорозі до Римського форуму  в'їжджали почесні гості Риму, проходили тріумфальні ходи та релігійні свята. 
Via Sacra — так ще називали хрестоносці дорогу до Єрусалиму.

## Галерея

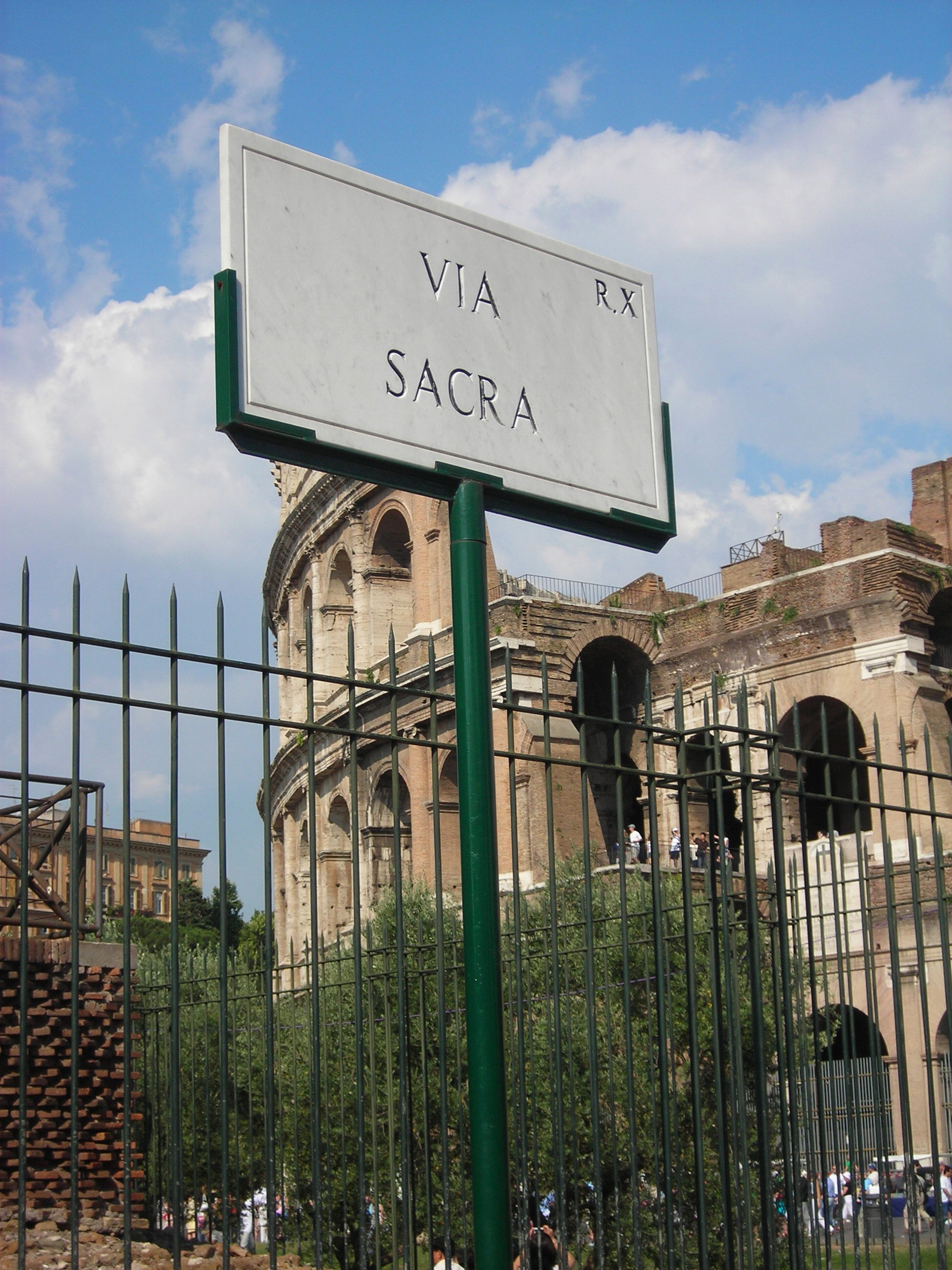
Вуличний вказівник
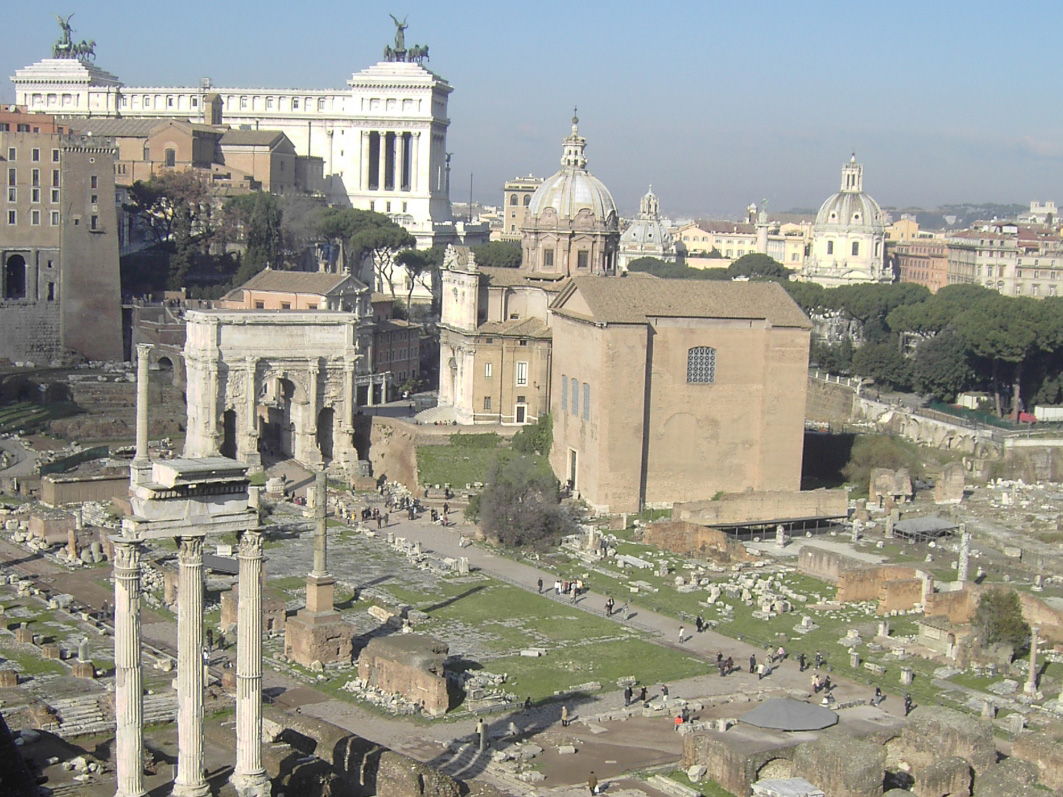
Вид з Палатину
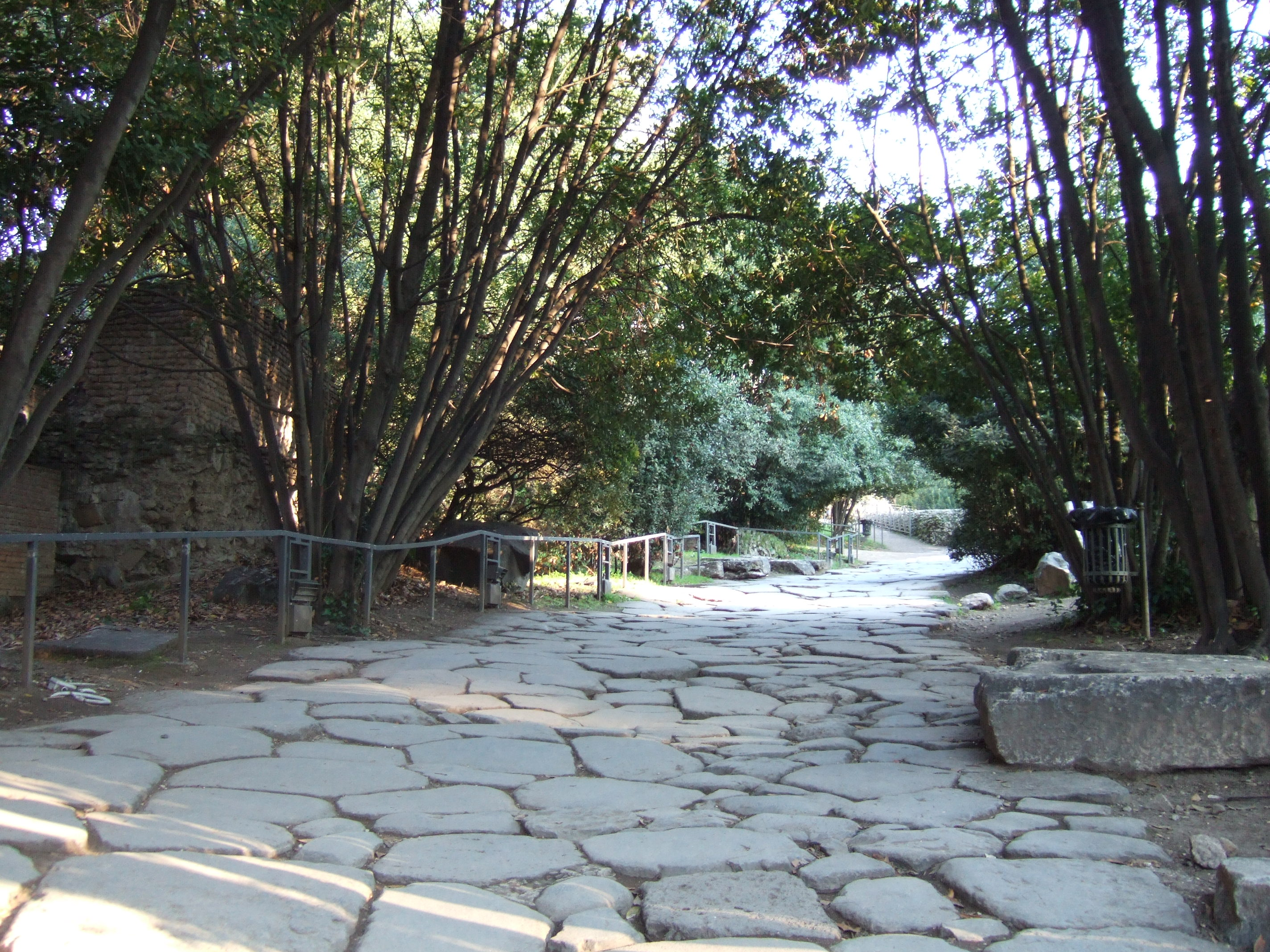
На Римському форумі
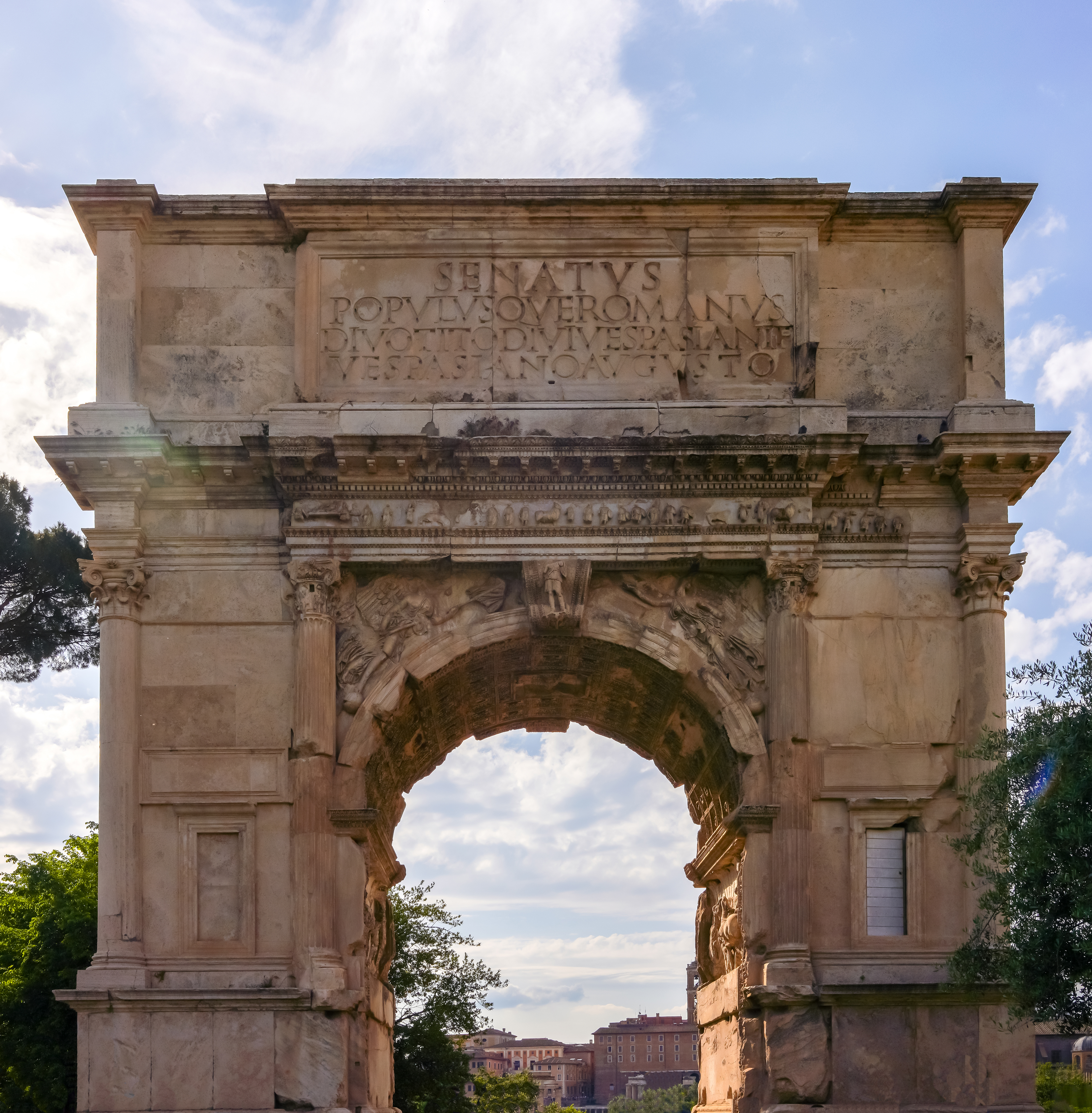
Арка Тіта — початок дороги
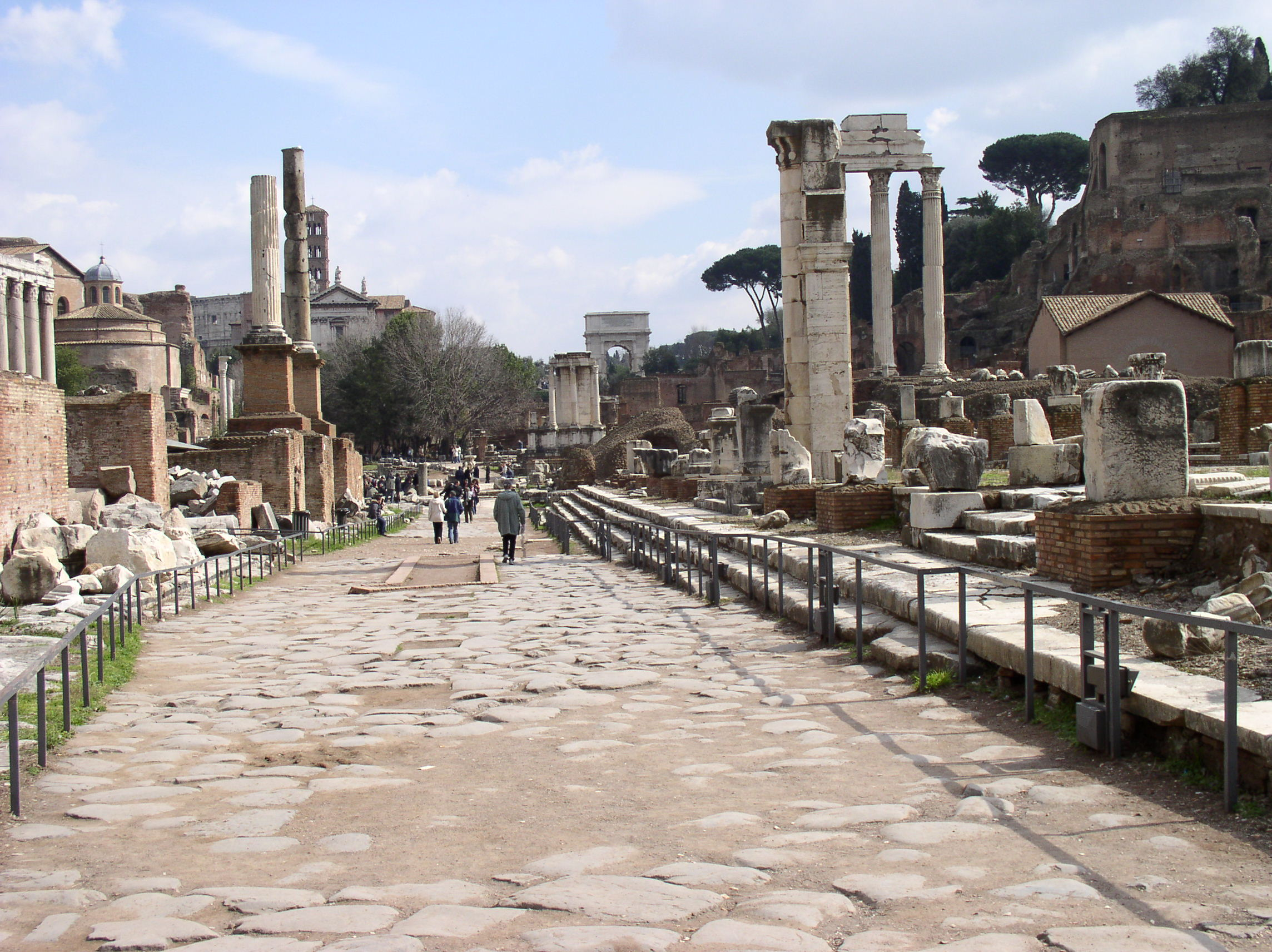
Via Sacra на Римському форумі